# 愛情靈藥 (電影)
《愛情靈藥》是2002年上映的一部台灣電影，由蘇照彬執導、光良主演。

## 劇情大綱
在新婚之夜才第一次見到異性身體的時代早已過去，現代人從小就處在各式各樣的腥羶、暴力刺激下。本片以一個臺灣高中生林祖狀迷上A書為引，從臺灣次文化著手，白描在充斥著色情暴力媒體的青少年成長過程。林祖狀擁有來自荷蘭、丹麥的A書，但對近在身邊的同學譚小英的心意一無所知，反映出現代圖像、影音的性資訊多到滿出來，兩性互動的基本能力卻貧乏到不行的現象。不良少年們對著輕易得來的武士刀有興奮的權力幻想，但對它會造成傷害及痛苦的同理心，卻早就被受體去敏感化（desensitization）消滅了。

## 演員名單
- 光良 飾 林祖狀
- 陳昇 飾 鄭鐵男（色情書店老闆）
- 戴立忍 飾 激動警察
- 劉虹嬅 飾 譚小英
- 加賀美智久 飾 朝倉健（日本節目製作人）
- 小應 飾 斷大（斷掌三兄弟之斷大）（不良少年三人組的老大）
- 吳震亞 飾 斷胖（斷掌三兄弟之斷胖）（不良少年三人組的斷胖）
- 李晨熙飾 斷瘦（斷掌三兄弟之斷瘦）（不良少年三人組的斷瘦）
- 芝田愛子 飾 王家為（激動警察老婆）
- 孫曼 飾 喬佳 （譚小英女同學）
- 林懷恩 飾 小林祖狀（小時候的林祖狀）
- 島原明澄香 飾 露奈
- 高美智子 飾 露美
- 邊村佑一郎 飾 岡田助理
- 易哲理 飾 翻譯
- 楊謹華 飾 有倉雪
- 武雄 飾 郵差
- MC HotDog 飾 MC HotDog
- 大支 飾 大支
- DJ小四 飾 DJ小四
- 黃嘉千 飾 輔導老師（林祖狀輔導老師）
- 光良 飾 大蕃茄
- 豬子涉 飾 小蕃茄
- 戴堯政 飾 刀店老闆
- 陳州任 飾 豆花男
- 劉序浩 飾 計程車司機
- 余先生 飾 律師
- 劉文正 飾 日本刑警
- 金剛 飾 超商店員甲
- 朱泉違 飾 超商店員乙
- 陸連城 飾 斷大父
- 李唐雄 飾 斷胖父
- 施翠華 飾 斷胖母
- 管恩琪 飾 斷瘦母
- 林美芳 飾 護士
- 蔣太太 飾 指路婦人
- 米多莉 飾 抱子婦人
- 小朱 飾 機車特技

## 電影原聲帶
- 《愛情靈藥》電影原聲帶（由滾石唱片發行）

| 愛情靈藥 | 愛情靈藥        | 愛情靈藥      | 愛情靈藥 | 愛情靈藥       | 愛情靈藥 |
| 曲序     | 曲目            |               | 作曲     | 演唱           | 时长     |
| -------- | --------------- | ------------- | -------- | -------------- | -------- |
| 1.       | 原來            | 張震嶽        | 張震嶽   | 張震嶽         | 5:52     |
| 2.       | 愛情靈藥-真爽版 | 曾冠榕 姚中仁 | 吳聰賢   | MC HotDog      | 3:37     |
| 3.       | Trouble remix   | 張震嶽        | 張震嶽   | 張震嶽         |          |
| 4.       | 命運青紅燈      | 曾冠榕 姚中仁 | 李文寬   | MC HotDog 大支 | 4:06     |
| 5.       | 消滅            | 大張偉        | 大張偉   | 莫文蔚         | 2:34     |
| 6.       | 單戀            | 張天成        | 光良     | 光良           | 4:30     |
| 7.       | 鬥魚            | 林佳璇        | 李欣芸   | 李欣芸         | 4:06     |
| 8.       | 風箏            | 陳昇          | 陳昇     | 陳昇           | 4:45     |
| 9.       | 酒瓶            |               |          |                | 2:41     |
| 10.      | 出發啦          |               |          |                | 1:35     |

- 以上資料來源參考自 [1]kkbox音樂網
- 以上資料來源參考自 [2]博客來
- 以上資料來源參考自 [3]歌詞帝國

## 軼事
飾演「色情書店老闆」的歌手陳昇當年演出時，沒被告知角色死亡，事後才看到主角抱著墓碑上有自己的照片，覺得觸霉頭，生氣地跑去找導演理論。
也因此陳昇決定息影，只偶爾客串或是演出MV對嘴畫面。

## 外部連結
- Yahoo奇摩電影上《愛情靈藥》的資料（繁體中文）
- 開眼電影網上《愛情靈藥》的資料（繁體中文）
- 香港影庫上《愛情靈藥》的資料（繁體中文）
- 时光网上《愛情靈藥》的資料（简体中文）
- 豆瓣电影上《愛情靈藥》的資料 （简体中文）
- AllMovie上《愛情靈藥》的资料（英文）
- 互联网电影数据库（IMDb）上《愛情靈藥》的资料（英文）